# Danny Vukovic
Danny Vukovic (Sydney, 1985. március 27. –) ausztrál válogatott labdarúgó, a Central Coast Mariners játékosa.
Bekerült a 2005-ös U20-as OFC-bajnokságon és a 2017-es konföderációs kupán részt vevő keretbe.

## Statisztika
| Válogatott | Szezon   | Mérkőzés | Gól |
| ---------- | -------- | -------- | --- |
| Ausztrália | 2017     | 0        | 0   |
| Ausztrália | 2018     | 3        | 0   |
| Ausztrália | 2019     | 0        | 0   |
| Ausztrália | 2020     | 0        | 0   |
| Ausztrália | 2021     | 1        | 0   |
| Ausztrália | 2022     | 0        | 0   |
| Összesen   | Összesen | 4        | 0   |

## Sikerei, díjai

### Klub
- Central Coast Mariners
  - Ausztrál bajnok – Alapszakasz: 2007–08

- Melbourne Victory
  - Ausztrál kupa: 2015

- Sydney
  - Ausztrál bajnok – Alapszakasz: 2016–17
  - Ausztrál bajnok – Rájátszás: 2016–17

- KRC Genk
  - Belga bajnok: 2018–19
  - Belga szuperkupa: 2019

### Válogatott
- Ausztrália U20
  - U20-as OFC-bajnokság: 2005